# Evangelisches Hustadtzentrum

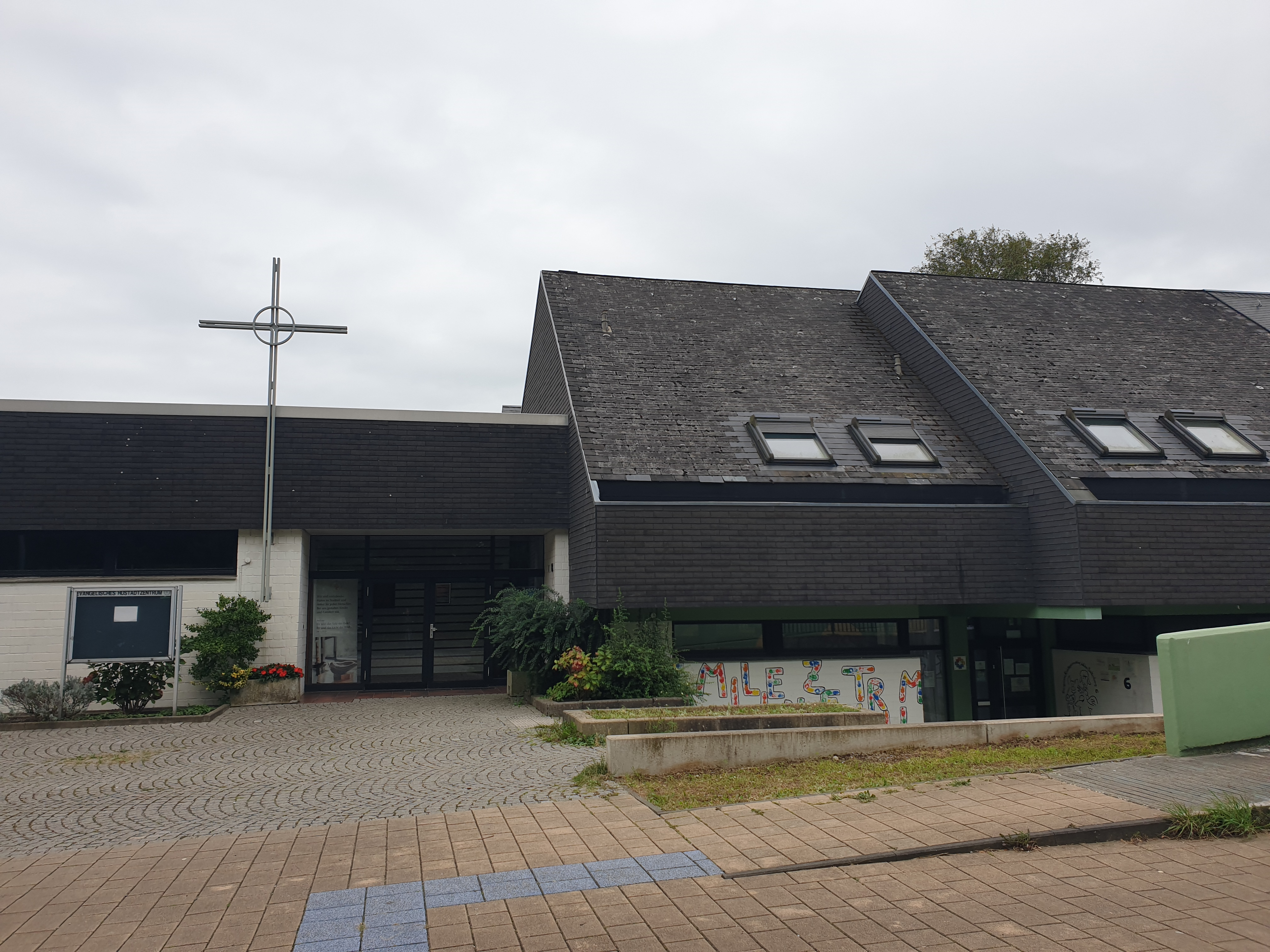
Eingang zur Kirche links und rechts der angeschlossene Kindergarten

Das Evangelische Hustadtzentrum ist ein denkmalgeschütztes evangelisches Gemeindezentrum an der Straße „Auf dem Backenberg 8“ im Ortsteil Hustadt von Bochum-Querenburg. Zum Komplex zählt ein Kindergarten. Architekt war Kurt Peter Kremer. Der erste Gottesdienst fand am 31. Mai 1971 statt. Der Gottesdienstraum im Obergeschoss bietet fast 200 Personen Platz. Er besitzt ein Altarbild und einen neuen im Jahre 1984 in Dienst genommenen Altartisch aus Massivholz.